# Kiss Ottó (sportvezető, 1928–2017)
Kiss Ottó (Szeged, 1928. december 8. – 2017. február 6.) sportvezető. 1957 és 2002 között a szentesi vízilabdázásért tevékenykedett sporttisztviselőként.

## Élete
Kiss Sándor tánctanár és Pászti Etelka gyermekeként született Szegeden 1928. december 8-án. 1947-ben a szentesi Horváth Mihály Gimnáziumban érettségizett. 1950-ben a Budapesti Állami Kereskedelmi Főiskolán szerzett diplomát. 1950 és 1955 között a Heves megyei, 1955 és 1957 között a Bács-Kiskun megyei, 1957 és 1960 között a Csongrád megyei Állatforgalmi vállalatnál adminisztrátorként dolgozott. 1960 és 1972 között a Szentes Járási Tanácsnál csoportvezető, 1972 és 1989 között a Szentes Termelőszövetkezetnél ágazatvezető volt. 1989 márciusában nyugdíjazták.
1957 és 1967 között a Szentesi Kinizsi SK-nál sportvezető, intéző; 1967 és 1990 között a Szentesi Vízmű SK-nál sportvezető volt. 1990-től a Szentes SC technikai vezetőjeként tevékenykedett. 1957 és 1973 között az úszó és vízilabda, 1973-tól a vízilabda-szakosztály vezetője volt.
Idősebb fia, dr. Kiss Ottó sportvezető, 1989 és 1992 között a Magyar Vízilabda-szövetség főtitkára, 1992-1999-ig pedig ügyvezető igazgatója. Kisebbik fia, Kiss Gábor, a Szentes, az FTC és a holland Leiden első osztályú játékosa volt. Jelenleg Magyarország ankarai nagykövete.

## Elismerései
- Testnevelés és a Sport Érdemes Dolgozója kitüntetés (1971)